# Thorir Olaus Engset
Thorir Olaus Engset (Stranda; 8 de mayo de 1865 – Oslo; octubre de 1943) fue un matemático e ingeniero noruego que hizo un trabajo pionero en el campo de la teoría de colas de tráfico telefónico.

## Biografía
Engset consiguió un máster en física y matemática (1894) en la Universidad de Oslo, después de lo cual trabajó en Televerket como oficinista, analista de tráfico y más tarde director general (1921-22, 1930-35).
Desarrolló la Fórmula Engset (1915) antes de los avances de A. K. Erlang (1917). Su manuscrito de 1915 Om beregningen av vælgere I et automatisk telefonsystem (1915), sin embargo, no fue publicado hasta 1918. La obra fue traducida al alemán como Die Wahrscheinlichkeitsrechnung zur Bestimmung der Wählerzahl en automatischen Fernsprechämtern, en Elektrotechnische Zeitschrift, 31 Heft, 1918. Una traducción al inglés apareció en Arne Myskja, On the Calculation of Switches in an Automatic Telephone System en Telektronikk, 94 (2): 99-142, 1998.
También publicó un trabajo sobre la física nuclear (1927): Die pone und die Lichtstrahlung der Wasserstoffelektronen. Unzeitgemässe de Ergänzende über Bahnformen und Strahlungsfrequenzen (3 partes) en Annalen der Physik, 82 (1927) 1017; 83 (1927) 903; 84 (1927) 880.